# Cyrtopholis culebrae
Espèce
Synonymes
- Stichoplastus culebrae Petrunkevitch, 1929

Cyrtopholis culebrae est une espèce d'araignées mygalomorphes de la famille des Theraphosidae.

## Distribution
Cette espèce est endémique de Porto Rico.

## Étymologie
Son nom d'espèce lui a été donné en référence au lieu de sa découverte, Culebra.

## Publication originale
- Petrunkevitch, 1929 : The spiders of Porto Rico. Part one. Transactions of the Connecticut Academy of Arts and Sciences, vol. 30, p. 1-158.